# Maximum Usable Frequency
Maximum Usable Frequency (MUF), ou « fréquence maximale utilisable », est le terme utilisé en propagation en haute fréquence, pour désigner la fréquence jusqu'à laquelle l'onde radioélectrique peut revenir au sol grâce à la réflexion ionosphérique. 

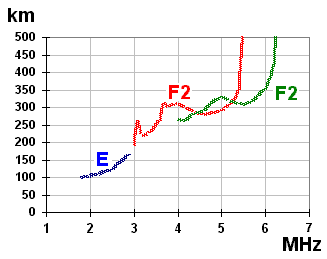
exemple de fréquence maximale d'utilisation pour une onde radio quasi verticale en direction du ciel.

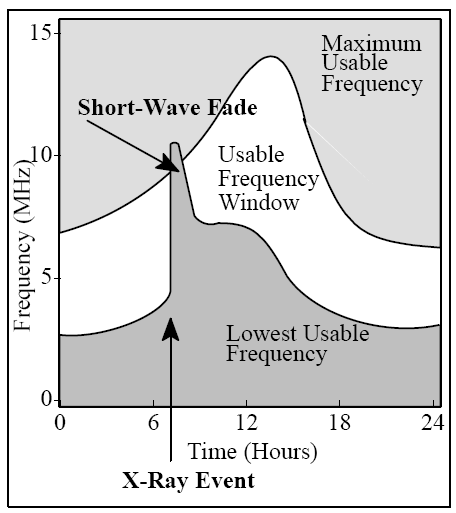
fréquence maximale utilisable et fréquence minimum utilisable.

Elle est calculée grâce à des modèles ionosphériques, pour un trajet donné et une date et heure donnée et ne dépend pas de la puissance de l'émission. Cette valeur est définie en probabilité : la communication est possible 50 % du temps à cette valeur, et décroit rapidement au-dessus.
Cette fréquence de coupure caractéristique d'une liaison est liée à la densité électrique de l'ionosphère au point de réflexion, éventuellement aux points de réflexion multiples pour des trajets à longue distance, ainsi qu'à l'angle d'incidence de l'onde par rapport à l'ionosphère en ce point de réflexion : la MUF est ainsi plus élevée quand la distance de la liaison augmente car l'angle d'incidence au point de réflexion est plus important.